# Ryszard Gerlachowski
Ryszard Gerlachowski (ur. 19 lipca 1912, zm. 9 kwietnia 1991) – polski architekt, polityk, wiceminister budownictwa i przemysłu materiałów budowlanych. 

## Życiorys
Absolwent Wydziału Architektury Politechniki Warszawskiej.
Kierował komisją, która miała wyjaśnić przyczyny katastrofy budowlanej we Wrocławiu w 1966 roku. 
Był członkiem Polskiej Zjednoczonej Partii Robotniczej. W 1952 został odznaczony Złotym Krzyżem Zasługi, a w 1969 Orderem Sztandaru Pracy II klasy.
Został pochowany na cmentarzu Wojskowym na Powązkach w Warszawie (kwatera A II rząd 6 grób 28).